# Calvin Harris/Auszeichnungen für Musikverkäufe

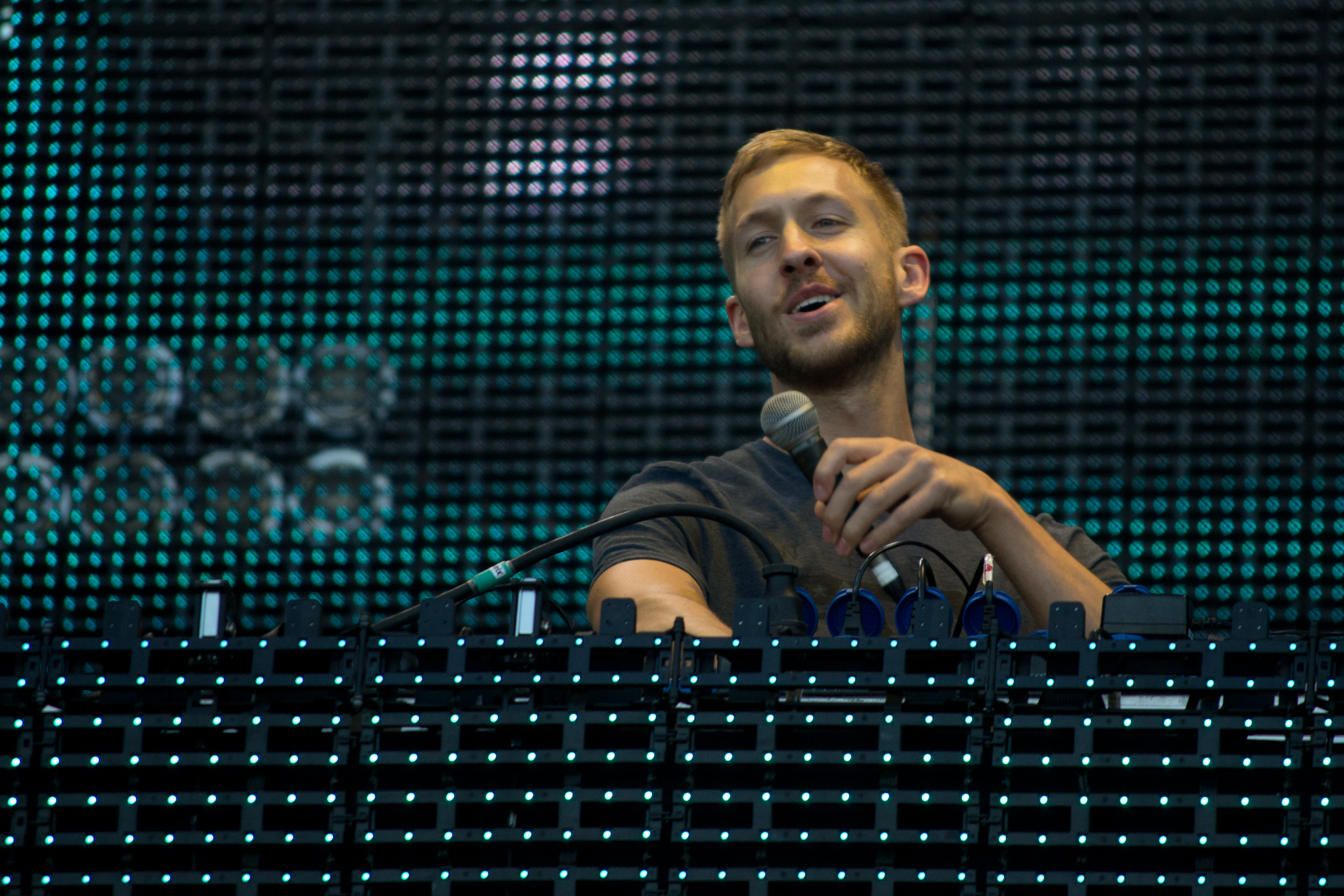
Calvin Harris (2012)

Dies ist eine Übersicht über die Auszeichnungen für Musikverkäufe des schottischen DJs und Sängers Calvin Harris. Die Auszeichnungen finden sich nach ihrer Art (Gold, Platin usw.), nach Staaten getrennt in chronologischer Reihenfolge, geordnet sowie nach den Tonträgern selbst, ebenfalls in chronologischer Reihenfolge, getrennt nach Medium (Alben, Singles usw.), wieder.

## Auszeichnungen
| - Vereinigtes Königreich - 2013: für die Single Ready for the Weekend - 2018: für die Single Heatstroke - 2018: für die Single Rollin - 2018: für die Single The Girls - 2018: für die Single I Found You - 2021: für die Single Flashback - 2022: für die Single Potion - 2022: für die Single Stay With Me - 2023: für die Single Hype - 2024: für die Single Lovers in a Past Life - 2024: für die Single I’m Not Alone 2019 - 2025: für die Single Body Moving - 2025: für die Single Free - 2025: für die Single Blessings - 2025: für die Single Faking It - Australien - 2019: für das Album Funk Wav Bounces Vol. 1 - 2019: für das Album Ready for the Weekend - 2019: für die Single Faking It - 2023: für die Single By Your Side - 2023: für die Single Open Wide - 2023: für die Single Over Now - 2023: für die Single Potion - 2023: für die Single Ready for the Weekend - 2023: für die Single Stay With Me - 2023: für die Single The Girls - 2023: für die Single Desire - 2024: für die Single I’m Not Here to Make Friends - 2024: für die Autorenbeteiligung Holiday (Dizzee Rascal) - Belgien - 2011: für die Autorenbeteiligung Yeah 3x (Chris Brown) - 2012: für die Autorenbeteiligung Where Have You Been (Rihanna) - 2013: für die Single Sweet Nothing - 2013: für die Single I Need Your Love - 2014: für die Single Summer - 2022: für die Single By Your Side - Brasilien - 2021: für das Album Funk Wav Bounces Vol. 1 - 2021: für die Single Pray to God - 2021: für die Single Checklist - 2023: für die Single Stay With Me - 2023: für die Single Desire - 2024: für die Single I Found You - Dänemark - 2011: für die Autorenbeteiligung Yeah 3x (Chris Brown) - 2011: für die Single I’m Not Alone - 2011: für das Streaming Bounce - 2011: für die Single Bounce - 2012: für die Autorenbeteiligung Where Have You Been (Rihanna) - 2012: für das Streaming Let’s Go - 2013: für das Streaming Thinking About You - 2018: für das Album 18 Months - 2020: für die Single Rollin - 2024: für die Single Desire - Deutschland - 2011: für die Autorenbeteiligung Yeah 3x (Chris Brown) - 2015: für die Single Under Control - 2015: für die Autorenbeteiligung I Will Never Let You Down (Rita Ora) - 2017: für die Single Slide - 2023: für die Single Feel So Close - 2023: für die Single Pray to God - 2023: für das Album Motion - Frankreich - 2022: für die Single By Your Side - 2023: für die Single Desire - Griechenland - 2023: für die Single We Found Love - 2023: für die Autorenbeteiligung Where Have You Been (Rihanna) - 2023: für die Single Miracle - Italien - 2013: für die Single Drinking from the Bottle - 2013: für die Single Sweet Nothing - 2014: für die Autorenbeteiligung I Will Never Let You Down (Rita Ora) - 2019: für die Single Thinking About You - 2022: für das Album Motion - 2023: für die Single By Your Side - 2023: für die Single Miracle - 2025: für das Album 18 Months - Japan - 2014: für die Autorenbeteiligung Yeah 3x (Digital, Chris Brown) - Kanada - 2020: für die Single Don’t Quit - 2022: für die Single By Your Side - 2023: für die Single Faking It - 2023: für die Single Heatstroke - 2023: für das Lied Cash Out - 2023: für die Single Pray to God - 2023: für die Single Bounce - 2023: für die Single We’ll Be Coming Back - 2023: für die Single Potion - Mexiko - 2014: für die Single Sweet Nothing - 2014: für die Single Under Control - 2017: für die Single Pray to God - 2019: für die Single Rollin - 2025: für die Single Heatstroke - Neuseeland - 2010: für die Autorenbeteiligung Holiday (Dizzee Rascal) - 2011: für die Single Bounce - 2012: für die Autorenbeteiligung Call My Name (Cheryl Cole) - 2013: für die Single Drinking from the Bottle - 2014: für die Autorenbeteiligung I Will Never Let You Down (Rita Ora) - 2015: für die Single I’m Not Alone - 2015: für die Single Thinking About You - 2016: für die Single Pray to God - 2018: für die Single The Weekend (Funk Wav Remix) - 2020: für das Album Ready for the Weekend - 2024: für die Single I Found You - 2025: für das Album 96 Months - Niederlande - 2014: für die Single Iron - 2023: für die Single By Your Side - Norwegen - 2013: für die Single Feel So Close - 2014: für die Single Pray to God - Österreich - 2012: für die Autorenbeteiligung Yeah 3x (Chris Brown) - 2013: für die Single I Need Your Love - 2014: für die Single Summer - 2016: für die Single How Deep Is Your Love - 2022: für die Single By Your Side - 2022: für die Single Slide - 2023: für die Single Miracle - Polen - 2018: für das Album Funk Wav Bounces Vol. 1 - Portugal - 2022: für die Single Feel So Close - 2022: für die Single Outside - 2022: für die Single Blame - 2022: für die Single Under Control - 2023: für die Single Miracle - Schweden - 2017: für das Album Funk Wav Bounces Vol. 1 - 2017: für die Single Rollin - Schweiz - 2013: für die Single Feel So Close - 2014: für die Single Sweet Nothing - 2014: für die Single Under Control - 2014: für die Single Blame - 2024: für die Single Desire - Singapur - 2019: für das Album Funk Wav Bounces Vol. 1 - Spanien - 2013: für das Streaming I Need Your Love - 2017: für die Single Slide - 2024: für die Single By Your Side - 2024: für die Single Desire - 2024: für die Single Sweet Nothing - 2024: für die Single Desire - Südafrika - 2019: für die Single Giant - Ungarn - 2025: für die Single Blessings - Vereinigte Staaten - 2020: für die Single Let’s Go - 2020: für die Single Pray to God - 2020: für die Single Giant - 2022: für die Single Heatstroke - 2023: für die Single Open Wide - 2024: für die Single Miracle - 2024: für die Single Potion - Vereinigtes Königreich - 2008: für das Album I Created Disco - 2018: für das Album Funk Wav Bounces Vol. 1 - 2023: für die Single Pray to God - 2025: für das Album 96 Months | - Australien - 2013: für die Single You Used To Hold Me - 2014: für die Autorenbeteiligung I Will Never Let You Down (Rita Ora) - 2018: für die Single Heatstroke - 2019: für das Album Motion - 2019: für die Single Rollin - 2022: für die Single Dance wiv Me - 2023: für die Single Flashback - Belgien - 2012: für die Single We Found Love - 2016: für die Single How Deep Is Your Love - 2017: für die Single My Way - 2017: für die Single Slide - 2017: für die Single Feels - 2019: für die Single Promises - 2019: für die Single Giant - 2023: für die Single Miracle - 2024: für die Single Desire - Brasilien - 2021: für die Single Let’s Go - 2021: für die Single Slide - 2021: für die Single Thinking About You - 2021: für die Single Over Now - Dänemark - 2013: für das Streaming Drinking from the Bottle - 2013: für das Streaming Feel So Close - 2014: für das Streaming Blame - 2014: für das Streaming Under Control - 2020: für die Single Giant - 2021: für die Single My Way - 2024: für die Single The Weekend (Funk Wav Remix) - 2024: für das Album Funk Wav Bounces Vol. 1 - 2024: für die Single Miracle - Deutschland - 2014: für die Single I Need Your Love - 2023: für die Single Blame - 2023: für die Single My Way - 2023: für die Single Feels - 2023: für die Single Promises - 2023: für die Single Giant - 2023: für die Single Sweet Nothing - 2023: für die Autorenbeteiligung Where Have You Been (Rihanna) - Griechenland - 2022: für die Single One Kiss - 2024: für die Single How Deep Is Your Love - Irland - 2013: für das Album 18 Months - 2013: für die Single I Need Your Love - Italien - 2013: für die Single I Need Your Love - 2014: für die Autorenbeteiligung Where Have You Been (Rihanna) - 2014: für die Single Under Control - 2017: für die Single Slide - 2019: für die Single Feel So Close - Japan - 2014: für die Single We Found Love (Digital) - Kanada - 2012: für die Single Let’s Go - 2015: für die Single How Deep Is Your Love - 2016: für die Single My Way - 2019: für die Single Promises - 2023: für die Single Under Control - 2023: für die Single Open Wide - 2023: für die Single Thinking About You - Mexiko - 2020: für das Album 18 Months - 2023: für das Album Funk Wav Bounces Vol. 1 - Neuseeland - 2011: für die Autorenbeteiligung Yeah 3x (Chris Brown) - 2013: für die Single I Need Your Love - 2014: für die Single We’ll Be Coming Back - 2018: für die Single Rollin - 2022: für die Single Faking It - 2023: für die Single Under Control - 2024: für die Single Heatstroke - Österreich - 2022: für die Single Giant - 2022: für die Single This Is What You Came For - 2022: für die Single My Way - 2022: für die Single Feels - 2022: für die Single Promises - Polen - 2014: für das Album 18 Months - 2020: für die Single Slide - 2024: für die Single Desire - Portugal - 2019: für die Single Feels - 2019: für die Single Slide - 2022: für die Single Summer - 2022: für die Single How Deep Is Your Love - 2022: für die Single My Way - 2022: für die Single Giant - Schweden - 2013: für die Single Drinking from the Bottle - 2013: für die Single Let’s Go - 2013: für das Album 18 Months - 2013: für die Single Feel So Close - 2013: für die Single Bounce - 2015: für die Single How Deep Is Your Love - 2016: für die Single My Way - Schweiz - 2014: für die Autorenbeteiligung Yeah 3x (Chris Brown) - 2014: für die Single Summer - 2014: für die Single I Need Your Love - 2017: für die Single My Way - 2017: für die Single Feels - 2017: für die Single Slide - 2019: für die Single Giant - 2024: für das Album Funk Wav Bounces Vol. 1 - Spanien - 2014: für das Streaming Summer - 2014: für das Streaming Blame - 2015: für die Single Blame - 2017: für die Single Feels - 2024: für die Single Feel So Close - 2024: für die Single Giant - 2024: für die Single Miracle - 2024: für die Autorenbeteiligung Where Have You Been (Rihanna) - 2025: für die Single Under Control - 2025: für die Single I Need Your Love - Ungarn - 2024: für die Single Desire - Vereinigte Staaten - 2019: für die Single Promises - 2020: für das Album Funk Wav Bounces Vol. 1 - 2020: für das Album Motion - 2020: für das Album 18 Months - 2020: für die Single Faking It - 2021: für die Single The Weekend (Funk Wav Remix) - 2022: für die Single Under Control - 2022: für die Single Thinking About You - Vereinigtes Königreich - 2016: für die Autorenbeteiligung I Will Never Let You Down (Rita Ora) - 2016: für die Single I’m Not Alone - 2016: für das Album Motion - 2016: für die Single Bounce - 2016: für die Single I Need Your Love - 2018: für die Autorenbeteiligung Yeah 3x (Chris Brown) - 2019: für die Single Drinking from the Bottle - 2019: für das Album Ready for the Weekend - 2019: für die Single Under Control - 2019: für die Autorenbeteiligung Holiday (Dizzee Rascal) - 2020: für die Single Let’s Go - 2021: für die Single We’ll Be Coming Back - 2022: für die Single Thinking About You - 2022: für die Single By Your Side - 2022: für die Autorenbeteiligung Call My Name (Cheryl Cole) - 2024: für die Single Acceptable in the 80’s - 2025: für die Single Desire - Deutschland - 2022: für die Single Outside - 2023: für die Single How Deep Is Your Love - 2023: für die Single This Is What You Came For - 2024: für die Single Summer - Mexiko - 2025: für die Single This Is What You Came For - 2025: für die Single Summer - Australien - 2013: für die Single Drinking from the Bottle - 2019: für die Single Pray to God - 2023: für das Album 18 Months - 2023: für die Single Acceptable in the 80’s - 2023: für die Single I’m Not Alone - 2023: für die Single Let’s Go - 2023: für die Single Thinking About You - 2023: für die Single Under Control - 2023: für die Single Miracle - Belgien - 2016: für die Single This Is What You Came For - 2019: für die Single One Kiss - Brasilien - 2021: für das Album 18 Months - 2021: für die Single We’ll Be Coming Back - 2025: für die Single I’m Not Here to Make Friends - Dänemark - 2012: für das Streaming We Found Love - 2013: für das Streaming We’ll Be Coming Back - 2013: für das Streaming I Need Your Love - 2013: für das Streaming Sweet Nothing - 2014: für das Streaming Summer - 2020: für die Single How Deep Is Your Love - 2021: für die Single Slide - 2022: für das Album Motion - 2024: für die Single Outside - 2024: für die Single Feels - 2024: für die Single Blame - 2024: für die Single Promises - Deutschland - 2023: für die Single One Kiss - Italien - 2015: für die Single Blame - 2016: für die Single Outside - 2017: für die Single Feels - 2019: für die Single Promises - 2021: für die Single Giant - Kanada - 2017: für das Album 18 Months - 2020: für die Single Giant - 2023: für das Album Funk Wav Bounces Vol. 1 - 2023: für das Album Motion - Mexiko - 2020: für die Single Slide - Neuseeland - 2015: für die Single Sweet Nothing - 2015: für die Autorenbeteiligung Where Have You Been (Rihanna) - 2022: für die Single Giant - 2023: für die Single Blame - 2023: für die Single Dance wiv Me - 2025: für das Album Motion - Norwegen - 2015: für die Single Under Control - 2020: für die Single One Kiss - Österreich - 2022: für die Single One Kiss - Polen - 2024: für die Single Miracle - Portugal - 2022: für die Single This Is What You Came For - 2022: für die Single Promises - 2024: für die Single We Found Love - Schweden - 2012: für die Autorenbeteiligung Yeah 3x (Chris Brown) - 2012: für die Autorenbeteiligung Where Have You Been (Rihanna) - 2013: für die Single Sweet Nothing - 2013: für die Single I Need Your Love - 2014: für die Single Under Control - 2015: für das Album Motion - 2017: für die Single Slide - Schweiz - 2012: für die Single We Found Love - 2017: für die Single How Deep Is Your Love - 2019: für die Single Promises - 2023: für die Single Miracle - Spanien - 2016: für die Single How Deep Is Your Love - 2024: für die Single Outside - 2024: für die Single My Way - 2025: für die Single Promises - Ungarn - 2023: für die Single Miracle - Vereinigte Staaten - 2023: für die Single Rollin - 2023: für die Single My Way - Vereinigtes Königreich - 2022: für die Single Blame - 2023: für die Single Slide - 2023: für die Single Outside - 2024: für die Single Miracle - 2024: für die Single Sweet Nothing - 2024: für die Single My Way - 2025: für die Autorenbeteiligung Where Have You Been (Rihanna) | - Mexiko - 2021: für die Single Giant - Australien - 2018: für die Single We’ll Be Coming Back - 2023: für die Single Giant - Brasilien - 2021: für die Single Under Control - Dänemark - 2022: für die Single One Kiss - 2023: für die Single We Found Love - 2024: für die Single This Is What You Came For - Deutschland - 2023: für die Single We Found Love - Italien - 2014: für die Single We Found Love - 2016: für die Single How Deep Is Your Love - 2018: für die Single My Way - 2019: für die Single One Kiss - Kanada - 2018: für die Single One Kiss - 2023: für die Single Rollin - Mexiko - 2019: für das Album Motion - 2025: für die Single How Deep Is Your Love - 2025: für die Single My Way - Neuseeland - 2021: für die Single Promises - 2023: für die Single My Way - 2024: für das Album 18 Months - 2024: für die Single Outside - 2025: für das Album Funk Wav Bounces Vol. 1 - Norwegen - 2015: für die Single Blame - 2015: für die Single Outside - Polen - 2017: für die Single My Way - 2019: für die Single Feels - 2020: für die Single Giant - Schweden - 2013: für die Single We’ll Be Coming Back - 2014: für die Single Summer - 2017: für die Single Feels - Schweiz - 2019: für die Single One Kiss - Spanien - 2024: für die Single This Is What You Came For - 2024: für die Single We Found Love - 2025: für die Single Summer - Vereinigte Staaten - 2019: für die Autorenbeteiligung Yeah 3x (Chris Brown) - 2020: für die Single Feels - 2022: für die Single Sweet Nothing - 2022: für die Single Blame - 2022: für die Single I Need Your Love - 2023: für die Single Feel So Close - 2023: für die Single Outside - Vereinigtes Königreich - 2021: für die Single Giant - 2021: für die Single Promises - 2023: für die Single Summer - 2024: für die Single Dance wiv Me - 2024: für die Single Feel So Close - 2025: für die Single Feels - Australien - 2019: für die Single Bounce - 2023: für die Single Blame - Italien - 2019: für die Single Summer - Kanada - 2016: für die Single This Is What You Came For - 2023: für die Single Blame - 2023: für die Single Outside - 2023: für die Single I Need Your Love - Mexiko - 2022: für die Single One Kiss - 2025: für die Single Outside - Neuseeland - 2023: für die Single Feels - 2024: für die Single How Deep Is Your Love - 2025: für die Single Summer - Norwegen - 2021: für die Single Feels - Polen - 2020: für die Single Promises - 2024: für das Album Motion - Schweden - 2016: für die Single This Is What You Came For - Spanien - 2024: für die Single One Kiss - Vereinigte Staaten - 2015: für die Autorenbeteiligung Where Have You Been (Rihanna) - 2022: für die Single One Kiss - 2023: für die Single How Deep Is Your Love - Vereinigtes Königreich - 2023: für die Single This Is What You Came For - 2023: für das Album 18 Months - 2025: für die Single How Deep Is Your Love - Mexiko - 2021: für die Single Feels - Australien - 2023: für die Single I Need Your Love - 2023: für die Single My Way - 2023: für die Single Outside - Italien - 2018: für die Single This Is What You Came For - Kanada - 2023: für die Single Sweet Nothing - Neuseeland - 2024: für die Single Slide - 2024: für die Single One Kiss - 2025: für die Single Feel So Close - Norwegen - 2012: für die Autorenbeteiligung Yeah 3x (Chris Brown) - 2014: für die Single Summer - Portugal - 2024: für die Single One Kiss - Vereinigte Staaten - 2023: für die Single Slide - Vereinigtes Königreich - 2024: für die Single We Found Love - Australien - 2019: für die Autorenbeteiligung Yeah 3x (Chris Brown) - 2023: für die Single Feels - 2023: für die Single Promises - 2023: für die Single Slide - 2023: für die Single Sweet Nothing - Kanada - 2023: für die Single Feels - Neuseeland - 2024: für die Single This Is What You Came For - Schweden - 2012: für die Single We Found Love - Vereinigte Staaten - 2023: für die Single Summer - Vereinigtes Königreich - 2025: für die Single One Kiss - Australien - 2023: für die Single Summer - Kanada - 2023: für die Single Slide - Neuseeland - 2025: für die Single We Found Love - Australien - 2015: für die Single We Found Love - 2023: für die Single How Deep Is Your Love - Kanada - 2023: für die Single Summer - 2023: für die Single Feel So Close - Vereinigte Staaten - 2023: für die Single This Is What You Came For - Australien - 2023: für die Single One Kiss - 2023: für die Single Feel So Close - Vereinigte Staaten - 2025: für die Single We Found Love - Australien - 2023: für die Single This Is What You Came For - Brasilien - 2019: für das Album Motion - 2021: für die Single Giant - 2021: für die Single I Need Your Love - 2021: für die Single My Way - 2021: für die Single Outside - 2021: für die Single Sweet Nothing - 2021: für die Single Feel So Close - 2021: für die Single Feels - Frankreich - 2016: für die Single This Is What You Came For - 2017: für die Single My Way - 2017: für die Single Feels - 2018: für die Single One Kiss - 2020: für die Single Promises - 2021: für die Single Giant - 2024: für die Single Slide - 2025: für die Single Miracle - Mexiko - 2020: für die Single Promises - 2022: für die Single One Kiss - 2025: für die Single How Deep Is Your Love - 2025: für die Single My Way - 2025: für die Single Outside - Polen - 2019: für die Single One Kiss - Brasilien - 2021: für die Single Blame - 2021: für die Single How Deep Is Your Love - 2021: für die Single Promises - 2024: für die Autorenbeteiligung Where Have You Been (Rihanna) - Mexiko - 2025: für die Single This Is What You Came For - 2025: für die Single Summer - 2025: für die Single Blame - Polen - 2017: für die Single This Is What You Came For - Brasilien - 2021: für die Single Summer - 2021: für die Single One Kiss - 2021: für die Single This Is What You Came For - Polen - 2017: für die Single How Deep Is Your Love - Brasilien - 2024: für die Single We Found Love |

## Auszeichnungen nach Alben

### I Created Disco
| Land/Region                  | Auszeichnungen für Musikverkäufe (Land/Region, Auszeichnung, Verkäufe) | Verkäufe |
| ---------------------------- | ---------------------------------------------------------------------- | -------- |
| Vereinigtes Königreich (BPI) | Gold                                                                   | 100.000  |
| Insgesamt                    | 1× Gold ·                                                              | 100.000  |

### Ready for the Weekend
| Land/Region                  | Auszeichnungen für Musikverkäufe (Land/Region, Auszeichnung, Verkäufe) | Verkäufe |
| ---------------------------- | ---------------------------------------------------------------------- | -------- |
| Australien (ARIA)            | Gold                                                                   | 35.000   |
| Neuseeland (RMNZ)            | Gold                                                                   | 7.500    |
| Vereinigtes Königreich (BPI) | Platin                                                                 | 300.000  |
| Insgesamt                    | 2× Gold · 1× Platin ·                                                  | 342.500  |

### 18 Months
| Land/Region                  | Auszeichnungen für Musikverkäufe (Land/Region, Auszeichnung, Verkäufe) | Verkäufe  |
| ---------------------------- | ---------------------------------------------------------------------- | --------- |
| Australien (ARIA)            | 2× Platin                                                              | 140.000   |
| Brasilien (PMB)              | 2× Platin                                                              | 80.000    |
| Dänemark (IFPI)              | Gold                                                                   | 10.000    |
| Irland (IRMA)                | Platin                                                                 | 15.000    |
| Italien (FIMI)               | Gold                                                                   | 25.000    |
| Kanada (MC)                  | 2× Platin                                                              | 160.000   |
| Mexiko (AMPROFON)            | Platin                                                                 | 60.000    |
| Neuseeland (RMNZ)            | 3× Platin                                                              | 45.000    |
| Polen (ZPAV)                 | Platin                                                                 | 20.000    |
| Schweden (IFPI)              | Platin                                                                 | 40.000    |
| Vereinigte Staaten (RIAA)    | Platin                                                                 | 1.000.000 |
| Vereinigtes Königreich (BPI) | 4× Platin                                                              | 1.200.000 |
| Insgesamt                    | 2× Gold · 18× Platin ·                                                 | 2.795.000 |

### Motion
| Land/Region                  | Auszeichnungen für Musikverkäufe (Land/Region, Auszeichnung, Verkäufe) | Verkäufe  |
| ---------------------------- | ---------------------------------------------------------------------- | --------- |
| Australien (ARIA)            | Platin                                                                 | 70.000    |
| Brasilien (PMB)              | Diamant                                                                | 160.000   |
| Dänemark (IFPI)              | 2× Platin                                                              | 40.000    |
| Deutschland (BVMI)           | Gold                                                                   | 100.000   |
| Italien (FIMI)               | Gold                                                                   | 25.000    |
| Kanada (MC)                  | 2× Platin                                                              | 160.000   |
| Mexiko (AMPROFON)            | 3× Platin                                                              | 180.000   |
| Neuseeland (RMNZ)            | 2× Platin                                                              | 30.000    |
| Polen (ZPAV)                 | 4× Platin                                                              | 80.000    |
| Schweden (IFPI)              | 2× Platin                                                              | 80.000    |
| Vereinigte Staaten (RIAA)    | Platin                                                                 | 1.000.000 |
| Vereinigtes Königreich (BPI) | Platin                                                                 | 300.000   |
| Insgesamt                    | 2× Gold · 18× Platin · 1× Diamant ·                                    | 2.225.000 |

### Funk Wav Bounces Vol. 1
| Land/Region                  | Auszeichnungen für Musikverkäufe (Land/Region, Auszeichnung, Verkäufe) | Verkäufe  |
| ---------------------------- | ---------------------------------------------------------------------- | --------- |
| Australien (ARIA)            | Gold                                                                   | 35.000    |
| Brasilien (PMB)              | Gold                                                                   | 20.000    |
| Dänemark (IFPI)              | Platin                                                                 | 20.000    |
| Kanada (MC)                  | 2× Platin                                                              | 160.000   |
| Mexiko (AMPROFON)            | Platin                                                                 | 60.000    |
| Neuseeland (RMNZ)            | 3× Platin                                                              | 45.000    |
| Polen (ZPAV)                 | Gold                                                                   | 10.000    |
| Schweden (IFPI)              | Gold                                                                   | 20.000    |
| Schweiz (IFPI)               | Platin                                                                 | 20.000    |
| Singapur (RIAS)              | Gold                                                                   | 5.000     |
| Vereinigte Staaten (RIAA)    | Platin                                                                 | 1.000.000 |
| Vereinigtes Königreich (BPI) | Gold                                                                   | 100.000   |
| Insgesamt                    | 6× Gold · 9× Platin ·                                                  | 1.495.000 |

### 96 Months
| Land/Region                  | Auszeichnungen für Musikverkäufe (Land/Region, Auszeichnung, Verkäufe) | Verkäufe |
| ---------------------------- | ---------------------------------------------------------------------- | -------- |
| Neuseeland (RMNZ)            | Gold                                                                   | 7.500    |
| Vereinigtes Königreich (BPI) | Gold                                                                   | 100.000  |
| Insgesamt                    | 2× Gold ·                                                              | 107.500  |

## Auszeichnungen nach Singles

### Acceptable in the 80’s
| Land/Region                  | Auszeichnungen für Musikverkäufe (Land/Region, Auszeichnung, Verkäufe) | Verkäufe |
| ---------------------------- | ---------------------------------------------------------------------- | -------- |
| Australien (ARIA)            | 2× Platin                                                              | 140.000  |
| Vereinigtes Königreich (BPI) | Platin                                                                 | 600.000  |
| Insgesamt                    | 3× Platin ·                                                            | 740.000  |

### The Girls
| Land/Region                  | Auszeichnungen für Musikverkäufe (Land/Region, Auszeichnung, Verkäufe) | Verkäufe |
| ---------------------------- | ---------------------------------------------------------------------- | -------- |
| Australien (ARIA)            | Gold                                                                   | 35.000   |
| Vereinigtes Königreich (BPI) | Silber                                                                 | 200.000  |
| Insgesamt                    | 1× Silber · 1× Gold ·                                                  | 235.000  |

### Dance wiv Me
| Land/Region                  | Auszeichnungen für Musikverkäufe (Land/Region, Auszeichnung, Verkäufe) | Verkäufe  |
| ---------------------------- | ---------------------------------------------------------------------- | --------- |
| Australien (ARIA)            | Platin                                                                 | 70.000    |
| Neuseeland (RMNZ)            | 2× Platin                                                              | 60.000    |
| Vereinigtes Königreich (BPI) | 3× Platin                                                              | 1.800.000 |
| Insgesamt                    | 6× Platin ·                                                            | 1.920.000 |

### I’m Not Alone
| Land/Region                  | Auszeichnungen für Musikverkäufe (Land/Region, Auszeichnung, Verkäufe) | Verkäufe |
| ---------------------------- | ---------------------------------------------------------------------- | -------- |
| Australien (ARIA)            | 2× Platin                                                              | 140.000  |
| Dänemark (IFPI)              | Gold                                                                   | 7.500    |
| Neuseeland (RMNZ)            | Gold                                                                   | 15.000   |
| Vereinigtes Königreich (BPI) | Platin                                                                 | 600.000  |
| Insgesamt                    | 2× Gold · 3× Platin ·                                                  | 755.000  |

### Ready for the Weekend
| Land/Region                  | Auszeichnungen für Musikverkäufe (Land/Region, Auszeichnung, Verkäufe) | Verkäufe |
| ---------------------------- | ---------------------------------------------------------------------- | -------- |
| Australien (ARIA)            | Gold                                                                   | 35.000   |
| Vereinigtes Königreich (BPI) | Silber                                                                 | 200.000  |
| Insgesamt                    | 1× Silber · 1× Gold ·                                                  | 235.000  |

### Flashback
| Land/Region                  | Auszeichnungen für Musikverkäufe (Land/Region, Auszeichnung, Verkäufe) | Verkäufe |
| ---------------------------- | ---------------------------------------------------------------------- | -------- |
| Australien (ARIA)            | Platin                                                                 | 70.000   |
| Vereinigtes Königreich (BPI) | Silber                                                                 | 200.000  |
| Insgesamt                    | 1× Silber · 1× Platin ·                                                | 270.000  |

### You Used to Hold Me
| Land/Region       | Auszeichnungen für Musikverkäufe (Land/Region, Auszeichnung, Verkäufe) | Verkäufe |
| ----------------- | ---------------------------------------------------------------------- | -------- |
| Australien (ARIA) | Gold                                                                   | 35.000   |
| Insgesamt         | 1× Gold ·                                                              | 35.000   |

### Bounce
| Land/Region                  | Auszeichnungen für Musikverkäufe (Land/Region, Auszeichnung, Verkäufe) | Verkäufe |
| ---------------------------- | ---------------------------------------------------------------------- | -------- |
| Australien (ARIA)            | 4× Platin                                                              | 280.000  |
| Dänemark (IFPI)              | Gold                                                                   | 15.000   |
| Kanada (MC)                  | Gold                                                                   | 40.000   |
| Neuseeland (RMNZ)            | Gold                                                                   | 7.500    |
| Schweden (IFPI)              | Platin                                                                 | 40.000   |
| Vereinigtes Königreich (BPI) | Platin                                                                 | 600.000  |
| Insgesamt                    | 3× Gold · 6× Platin ·                                                  | 982.500  |

### Feel So Close
| Land/Region                  | Auszeichnungen für Musikverkäufe (Land/Region, Auszeichnung, Verkäufe) | Verkäufe  |
| ---------------------------- | ---------------------------------------------------------------------- | --------- |
| Australien (ARIA)            | 9× Platin                                                              | 630.000   |
| Brasilien (PMB)              | Diamant                                                                | 250.000   |
| Deutschland (BVMI)           | Gold                                                                   | 150.000   |
| Frankreich (SNEP)            | —                                                                      | 58.900    |
| Italien (FIMI)               | Platin                                                                 | 50.000    |
| Kanada (MC)                  | 8× Platin                                                              | 640.000   |
| Neuseeland (RMNZ)            | 5× Platin                                                              | 150.000   |
| Norwegen (IFPI)              | Gold                                                                   | 5.000     |
| Portugal (AFP)               | Gold                                                                   | 5.000     |
| Schweden (IFPI)              | Platin                                                                 | 40.000    |
| Schweiz (IFPI)               | Gold                                                                   | 15.000    |
| Spanien (Promusicae)         | Platin                                                                 | 60.000    |
| Vereinigte Staaten (RIAA)    | 3× Platin                                                              | 3.000.000 |
| Vereinigtes Königreich (BPI) | 3× Platin                                                              | 1.800.000 |
| Insgesamt                    | 4× Gold · 31× Platin · 1× Diamant ·                                    | 6.853.900 |

### We Found Love
| Land/Region                  | Auszeichnungen für Musikverkäufe (Land/Region, Auszeichnung, Verkäufe) | Verkäufe   |
| ---------------------------- | ---------------------------------------------------------------------- | ---------- |
| Australien (ARIA)            | 8× Platin                                                              | 560.000    |
| Belgien (BRMA)               | Platin                                                                 | 30.000     |
| Brasilien (PMB)              | 14× Diamant                                                            | 3.500.000  |
| Dänemark (IFPI)              | 3× Platin                                                              | 270.000    |
| Deutschland (BVMI)           | 3× Platin                                                              | 900.000    |
| Frankreich (SNEP)            | —                                                                      | 230.000    |
| Griechenland (IFPI)          | Gold                                                                   | 10.000     |
| Italien (FIMI)               | 3× Platin                                                              | 90.000     |
| Japan (RIAJ)                 | Platin                                                                 | 250.000    |
| Neuseeland (RMNZ)            | 7× Platin                                                              | 210.000    |
| Portugal (AFP)               | 2× Platin                                                              | 20.000     |
| Schweden (IFPI)              | 6× Platin                                                              | 240.000    |
| Schweiz (IFPI)               | 2× Platin                                                              | 60.000     |
| Spanien (Promusicae)         | 3× Platin                                                              | 180.000    |
| Vereinigte Staaten (RIAA)    | 11× Platin                                                             | 11.000.000 |
| Vereinigtes Königreich (BPI) | 5× Platin                                                              | 3.000.000  |
| Insgesamt                    | 1× Gold · 45× Platin · 15× Diamant ·                                   | 20.550.000 |

### Let’s Go
| Land/Region                  | Auszeichnungen für Musikverkäufe (Land/Region, Auszeichnung, Verkäufe) | Verkäufe  |
| ---------------------------- | ---------------------------------------------------------------------- | --------- |
| Australien (ARIA)            | 2× Platin                                                              | 140.000   |
| Brasilien (PMB)              | Platin                                                                 | 60.000    |
| Kanada (MC)                  | Platin                                                                 | 80.000    |
| Schweden (IFPI)              | Platin                                                                 | 40.000    |
| Vereinigte Staaten (RIAA)    | Gold                                                                   | 500.000   |
| Vereinigtes Königreich (BPI) | Platin                                                                 | 600.000   |
| Insgesamt                    | 1× Gold · 6× Platin ·                                                  | 1.420.000 |

### We’ll Be Coming Back
| Land/Region                  | Auszeichnungen für Musikverkäufe (Land/Region, Auszeichnung, Verkäufe) | Verkäufe  |
| ---------------------------- | ---------------------------------------------------------------------- | --------- |
| Australien (ARIA)            | 3× Platin                                                              | 210.000   |
| Brasilien (PMB)              | 2× Platin                                                              | 120.000   |
| Kanada (MC)                  | Gold                                                                   | 40.000    |
| Neuseeland (RMNZ)            | Platin                                                                 | 15.000    |
| Schweden (IFPI)              | 3× Platin                                                              | 120.000   |
| Vereinigtes Königreich (BPI) | Platin                                                                 | 600.000   |
| Insgesamt                    | 1× Gold · 10× Platin ·                                                 | 1.105.000 |

### Iron
| Land/Region        | Auszeichnungen für Musikverkäufe (Land/Region, Auszeichnung, Verkäufe) | Verkäufe |
| ------------------ | ---------------------------------------------------------------------- | -------- |
| Niederlande (NVPI) | Gold                                                                   | 10.000   |
| Insgesamt          | 1× Gold ·                                                              | 10.000   |

### Sweet Nothing
| Land/Region                  | Auszeichnungen für Musikverkäufe (Land/Region, Auszeichnung, Verkäufe) | Verkäufe  |
| ---------------------------- | ---------------------------------------------------------------------- | --------- |
| Australien (ARIA)            | 6× Platin                                                              | 420.000   |
| Belgien (BRMA)               | Gold                                                                   | 15.000    |
| Brasilien (PMB)              | Diamant                                                                | 250.000   |
| Deutschland (BVMI)           | Platin                                                                 | 300.000   |
| Italien (FIMI)               | Gold                                                                   | 15.000    |
| Kanada (MC)                  | 5× Platin                                                              | 400.000   |
| Mexiko (AMPROFON)            | Gold                                                                   | 30.000    |
| Neuseeland (RMNZ)            | 2× Platin                                                              | 30.000    |
| Schweden (IFPI)              | 2× Platin                                                              | 80.000    |
| Schweiz (IFPI)               | Gold                                                                   | 15.000    |
| Spanien (Promusicae)         | Gold                                                                   | 30.000    |
| Vereinigte Staaten (RIAA)    | 3× Platin                                                              | 3.000.000 |
| Vereinigtes Königreich (BPI) | 2× Platin                                                              | 1.200.000 |
| Insgesamt                    | 5× Gold · 21× Platin · 1× Diamant ·                                    | 5.785.000 |

### Drinking from the Bottle
| Land/Region                  | Auszeichnungen für Musikverkäufe (Land/Region, Auszeichnung, Verkäufe) | Verkäufe |
| ---------------------------- | ---------------------------------------------------------------------- | -------- |
| Australien (ARIA)            | 2× Platin                                                              | 140.000  |
| Italien (FIMI)               | Gold                                                                   | 15.000   |
| Neuseeland (RMNZ)            | Gold                                                                   | 7.500    |
| Schweden (IFPI)              | Platin                                                                 | 40.000   |
| Vereinigtes Königreich (BPI) | Platin                                                                 | 600.000  |
| Insgesamt                    | 2× Gold · 4× Platin ·                                                  | 802.500  |

### I Need Your Love
| Land/Region                  | Auszeichnungen für Musikverkäufe (Land/Region, Auszeichnung, Verkäufe) | Verkäufe  |
| ---------------------------- | ---------------------------------------------------------------------- | --------- |
| Australien (ARIA)            | 5× Platin                                                              | 350.000   |
| Belgien (BRMA)               | Gold                                                                   | 15.000    |
| Brasilien (PMB)              | Diamant                                                                | 250.000   |
| Deutschland (BVMI)           | Platin                                                                 | 300.000   |
| Finnland (IFPI)              | —                                                                      | 52.999    |
| Frankreich (SNEP)            | —                                                                      | 59.000    |
| Irland (IRMA)                | Platin                                                                 | 15.000    |
| Italien (FIMI)               | Platin                                                                 | 30.000    |
| Kanada (MC)                  | 4× Platin                                                              | 320.000   |
| Neuseeland (RMNZ)            | Platin                                                                 | 15.000    |
| Österreich (IFPI)            | Gold                                                                   | 15.000    |
| Schweden (IFPI)              | 2× Platin                                                              | 80.000    |
| Schweiz (IFPI)               | Platin                                                                 | 30.000    |
| Spanien (Promusicae)         | Platin                                                                 | 60.000    |
| Vereinigte Staaten (RIAA)    | 3× Platin                                                              | 3.000.000 |
| Vereinigtes Königreich (BPI) | Platin                                                                 | 902.000   |
| Insgesamt                    | 2× Gold · 21× Platin · 1× Diamant ·                                    | 5.523.999 |

### Thinking About You
| Land/Region                  | Auszeichnungen für Musikverkäufe (Land/Region, Auszeichnung, Verkäufe) | Verkäufe  |
| ---------------------------- | ---------------------------------------------------------------------- | --------- |
| Australien (ARIA)            | 2× Platin                                                              | 140.000   |
| Brasilien (PMB)              | Platin                                                                 | 60.000    |
| Italien (FIMI)               | Gold                                                                   | 25.000    |
| Kanada (MC)                  | Platin                                                                 | 80.000    |
| Neuseeland (RMNZ)            | Gold                                                                   | 7.500     |
| Vereinigte Staaten (RIAA)    | Platin                                                                 | 1.000.000 |
| Vereinigtes Königreich (BPI) | Platin                                                                 | 600.000   |
| Insgesamt                    | 2× Gold · 6× Platin ·                                                  | 1.912.500 |

### Under Control
| Land/Region                  | Auszeichnungen für Musikverkäufe (Land/Region, Auszeichnung, Verkäufe) | Verkäufe  |
| ---------------------------- | ---------------------------------------------------------------------- | --------- |
| Australien (ARIA)            | 2× Platin                                                              | 140.000   |
| Brasilien (PMB)              | 3× Platin                                                              | 180.000   |
| Deutschland (BVMI)           | Gold                                                                   | 150.000   |
| Italien (FIMI)               | Platin                                                                 | 30.000    |
| Kanada (MC)                  | Platin                                                                 | 80.000    |
| Mexiko (AMPROFON)            | Gold                                                                   | 30.000    |
| Neuseeland (RMNZ)            | Platin                                                                 | 30.000    |
| Norwegen (IFPI)              | 2× Platin                                                              | 80.000    |
| Portugal (AFP)               | Gold                                                                   | 5.000     |
| Schweden (IFPI)              | 2× Platin                                                              | 80.000    |
| Schweiz (IFPI)               | Gold                                                                   | 15.000    |
| Spanien (Promusicae)         | Platin                                                                 | 60.000    |
| Vereinigte Staaten (RIAA)    | Platin                                                                 | 1.000.000 |
| Vereinigtes Königreich (BPI) | Platin                                                                 | 669.000   |
| Insgesamt                    | 4× Gold · 15× Platin ·                                                 | 2.549.000 |

### Summer
| Land/Region                  | Auszeichnungen für Musikverkäufe (Land/Region, Auszeichnung, Verkäufe) | Verkäufe   |
| ---------------------------- | ---------------------------------------------------------------------- | ---------- |
| Australien (ARIA)            | 7× Platin                                                              | 490.000    |
| Belgien (BRMA)               | Gold                                                                   | 15.000     |
| Brasilien (PMB)              | 3× Diamant                                                             | 750.000    |
| Deutschland (BVMI)           | 3× Gold                                                                | 900.000    |
| Frankreich (SNEP)            | —                                                                      | 49.600     |
| Italien (FIMI)               | 4× Platin                                                              | 200.000    |
| Kanada (MC)                  | 8× Platin                                                              | 640.000    |
| Mexiko (AMPROFON)            | 2× Diamant · + 3× Gold                                                 | 690.000    |
| Neuseeland (RMNZ)            | 4× Platin                                                              | 120.000    |
| Norwegen (IFPI)              | 5× Platin                                                              | 50.000     |
| Österreich (IFPI)            | Gold                                                                   | 15.000     |
| Portugal (AFP)               | Platin                                                                 | 10.000     |
| Schweden (IFPI)              | 3× Platin                                                              | 120.000    |
| Schweiz (IFPI)               | Platin                                                                 | 30.000     |
| Spanien (Promusicae)         | 3× Platin                                                              | 180.000    |
| Vereinigte Staaten (RIAA)    | 6× Platin                                                              | 6.000.000  |
| Vereinigtes Königreich (BPI) | 3× Platin                                                              | 1.800.000  |
| Insgesamt                    | 4× Gold · 47× Platin · 5× Diamant ·                                    | 12.059.600 |

### Blame
| Land/Region                  | Auszeichnungen für Musikverkäufe (Land/Region, Auszeichnung, Verkäufe) | Verkäufe  |
| ---------------------------- | ---------------------------------------------------------------------- | --------- |
| Australien (ARIA)            | 4× Platin                                                              | 280.000   |
| Dänemark (IFPI)              | 2× Platin                                                              | 180.000   |
| Brasilien (PMB)              | 2× Diamant                                                             | 500.000   |
| Deutschland (BVMI)           | Platin                                                                 | 400.000   |
| Frankreich (SNEP)            | —                                                                      | 32.800    |
| Italien (FIMI)               | 2× Platin                                                              | 60.000    |
| Kanada (MC)                  | 4× Platin                                                              | 320.000   |
| Mexiko (AMPROFON)            | 2× Diamant                                                             | 600.000   |
| Neuseeland (RMNZ)            | 2× Platin                                                              | 60.000    |
| Norwegen (IFPI)              | 3× Platin                                                              | 120.000   |
| Portugal (AFP)               | Gold                                                                   | 5.000     |
| Schweiz (IFPI)               | Gold                                                                   | 15.000    |
| Spanien (Promusicae)         | Platin                                                                 | 40.000    |
| Vereinigte Staaten (RIAA)    | 3× Platin                                                              | 3.000.000 |
| Vereinigtes Königreich (BPI) | 2× Platin                                                              | 1.200.000 |
| Insgesamt                    | 2× Gold · 24× Platin · 4× Diamant ·                                    | 6.812.800 |

### Outside
| Land/Region                  | Auszeichnungen für Musikverkäufe (Land/Region, Auszeichnung, Verkäufe) | Verkäufe  |
| ---------------------------- | ---------------------------------------------------------------------- | --------- |
| Australien (ARIA)            | 5× Platin                                                              | 350.000   |
| Brasilien (PMB)              | Diamant                                                                | 250.000   |
| Dänemark (IFPI)              | 2× Platin                                                              | 180.000   |
| Deutschland (BVMI)           | 3× Gold                                                                | 600.000   |
| Italien (FIMI)               | 2× Platin                                                              | 100.000   |
| Kanada (MC)                  | 4× Platin                                                              | 320.000   |
| Mexiko (AMPROFON)            | Diamant · + 4× Platinum                                                | 540.000   |
| Neuseeland (RMNZ)            | 3× Platin                                                              | 90.000    |
| Norwegen (IFPI)              | 3× Platin                                                              | 120.000   |
| Portugal (AFP)               | Gold                                                                   | 5.000     |
| Spanien (Promusicae)         | 2× Platin                                                              | 120.000   |
| Vereinigte Staaten (RIAA)    | 3× Platin                                                              | 3.000.000 |
| Vereinigtes Königreich (BPI) | 2× Platin                                                              | 1.200.000 |
| Insgesamt                    | 2× Gold · 31× Platin · 2× Diamant ·                                    | 6.835.000 |

### Open Wide
| Land/Region               | Auszeichnungen für Musikverkäufe (Land/Region, Auszeichnung, Verkäufe) | Verkäufe |
| ------------------------- | ---------------------------------------------------------------------- | -------- |
| Australien (ARIA)         | Gold                                                                   | 35.000   |
| Kanada (MC)               | Platin                                                                 | 80.000   |
| Vereinigte Staaten (RIAA) | Gold                                                                   | 500.000  |
| Insgesamt                 | 2× Gold · 1× Platin ·                                                  | 615.000  |

### Pray to God
| Land/Region                  | Auszeichnungen für Musikverkäufe (Land/Region, Auszeichnung, Verkäufe) | Verkäufe  |
| ---------------------------- | ---------------------------------------------------------------------- | --------- |
| Australien (ARIA)            | 2× Platin                                                              | 140.000   |
| Brasilien (PMB)              | Gold                                                                   | 30.000    |
| Deutschland (BVMI)           | Gold                                                                   | 200.000   |
| Kanada (MC)                  | Gold                                                                   | 40.000    |
| Mexiko (AMPROFON)            | Gold                                                                   | 30.000    |
| Neuseeland (RMNZ)            | Gold                                                                   | 7.500     |
| Norwegen (IFPI)              | Gold                                                                   | 5.000     |
| Vereinigte Staaten (RIAA)    | Gold                                                                   | 500.000   |
| Vereinigtes Königreich (BPI) | Gold                                                                   | 400.000   |
| Insgesamt                    | 8× Gold · 2× Platin ·                                                  | 1.352.500 |

### How Deep Is Your Love
| Land/Region                  | Auszeichnungen für Musikverkäufe (Land/Region, Auszeichnung, Verkäufe) | Verkäufe  |
| ---------------------------- | ---------------------------------------------------------------------- | --------- |
| Australien (ARIA)            | 8× Platin                                                              | 560.000   |
| Belgien (BRMA)               | Platin                                                                 | 30.000    |
| Brasilien (PMB)              | 2× Diamant                                                             | 500.000   |
| Dänemark (IFPI)              | 2× Platin                                                              | 180.000   |
| Deutschland (BVMI)           | 3× Gold                                                                | 600.000   |
| Frankreich (SNEP)            | —                                                                      | 39.300    |
| Griechenland (IFPI)          | Platin                                                                 | 20.000    |
| Italien (FIMI)               | 3× Platin                                                              | 150.000   |
| Kanada (MC)                  | Platin                                                                 | 80.000    |
| Mexiko (AMPROFON)            | Diamant · + 3× Platin                                                  | 390.000   |
| Neuseeland (RMNZ)            | 4× Platin                                                              | 120.000   |
| Österreich (IFPI)            | Gold                                                                   | 15.000    |
| Polen (ZPAV)                 | 3× Diamant                                                             | 300.000   |
| Portugal (AFP)               | Platin                                                                 | 10.000    |
| Schweden (IFPI)              | Platin                                                                 | 40.000    |
| Schweiz (IFPI)               | 2× Platin                                                              | 60.000    |
| Spanien (Promusicae)         | 2× Platin                                                              | 80.000    |
| Vereinigte Staaten (RIAA)    | 4× Platin                                                              | 4.000.000 |
| Vereinigtes Königreich (BPI) | 4× Platin                                                              | 2.400.000 |
| Insgesamt                    | 2× Gold · 38× Platin · 6× Diamant ·                                    | 9.574.300 |

### This Is What You Came For
| Land/Region                  | Auszeichnungen für Musikverkäufe (Land/Region, Auszeichnung, Verkäufe) | Verkäufe   |
| ---------------------------- | ---------------------------------------------------------------------- | ---------- |
| Australien (ARIA)            | 12× Platin                                                             | 840.000    |
| Belgien (BRMA)               | 2× Platin                                                              | 60.000     |
| Brasilien (PMB)              | 3× Diamant                                                             | 750.000    |
| Dänemark (IFPI)              | 3× Platin                                                              | 270.000    |
| Deutschland (BVMI)           | 3× Gold                                                                | 600.000    |
| Frankreich (SNEP)            | Diamant                                                                | 233.333    |
| Italien (FIMI)               | 5× Platin                                                              | 250.000    |
| Kanada (MC)                  | 4× Platin                                                              | 320.000    |
| Mexiko (AMPROFON)            | 2× Diamant · + 3× Gold                                                 | 690.000    |
| Neuseeland (RMNZ)            | 6× Platin                                                              | 180.000    |
| Österreich (IFPI)            | Platin                                                                 | 30.000     |
| Polen (ZPAV)                 | 2× Diamant                                                             | 200.000    |
| Portugal (AFP)               | 2× Platin                                                              | 20.000     |
| Schweden (IFPI)              | 4× Platin                                                              | 160.000    |
| Spanien (Promusicae)         | 3× Platin                                                              | 180.000    |
| Vereinigte Staaten (RIAA)    | 8× Platin                                                              | 8.000.000  |
| Vereinigtes Königreich (BPI) | 4× Platin                                                              | 2.400.000  |
| Insgesamt                    | 2× Gold · 56× Platin · 8× Diamant ·                                    | 15.183.333 |

### Hype
| Land/Region                  | Auszeichnungen für Musikverkäufe (Land/Region, Auszeichnung, Verkäufe) | Verkäufe |
| ---------------------------- | ---------------------------------------------------------------------- | -------- |
| Vereinigtes Königreich (BPI) | Silber                                                                 | 200.000  |
| Insgesamt                    | 1× Silber ·                                                            | 200.000  |

### My Way
| Land/Region                  | Auszeichnungen für Musikverkäufe (Land/Region, Auszeichnung, Verkäufe) | Verkäufe  |
| ---------------------------- | ---------------------------------------------------------------------- | --------- |
| Australien (ARIA)            | 5× Platin                                                              | 350.000   |
| Belgien (BRMA)               | Platin                                                                 | 30.000    |
| Brasilien (PMB)              | Diamant                                                                | 250.000   |
| Dänemark (IFPI)              | Platin                                                                 | 90.000    |
| Deutschland (BVMI)           | Platin                                                                 | 400.000   |
| Frankreich (SNEP)            | Diamant                                                                | 233.333   |
| Italien (FIMI)               | 3× Platin                                                              | 150.000   |
| Kanada (MC)                  | Platin                                                                 | 80.000    |
| Mexiko (AMPROFON)            | Diamant · + 3× Platin                                                  | 390.000   |
| Neuseeland (RMNZ)            | 3× Platin                                                              | 90.000    |
| Österreich (IFPI)            | Platin                                                                 | 30.000    |
| Polen (ZPAV)                 | 3× Platin                                                              | 60.000    |
| Portugal (AFP)               | Platin                                                                 | 10.000    |
| Schweden (IFPI)              | Platin                                                                 | 40.000    |
| Schweiz (IFPI)               | Platin                                                                 | 30.000    |
| Spanien (Promusicae)         | 2× Platin                                                              | 120.000   |
| Vereinigte Staaten (RIAA)    | 2× Platin                                                              | 2.000.000 |
| Vereinigtes Königreich (BPI) | 2× Platin                                                              | 1.200.000 |
| Insgesamt                    | 31× Platin · 3× Diamant ·                                              | 5.553.333 |

### Slide
| Land/Region                  | Auszeichnungen für Musikverkäufe (Land/Region, Auszeichnung, Verkäufe) | Verkäufe  |
| ---------------------------- | ---------------------------------------------------------------------- | --------- |
| Australien (ARIA)            | 6× Platin                                                              | 420.000   |
| Belgien (BRMA)               | Platin                                                                 | 30.000    |
| Brasilien (PMB)              | Platin                                                                 | 40.000    |
| Dänemark (IFPI)              | 2× Platin                                                              | 180.000   |
| Deutschland (BVMI)           | Gold                                                                   | 200.000   |
| Frankreich (SNEP)            | Diamant                                                                | 333.333   |
| Italien (FIMI)               | Platin                                                                 | 50.000    |
| Kanada (MC)                  | 7× Platin                                                              | 560.000   |
| Mexiko (AMPROFON)            | 2× Platin                                                              | 120.000   |
| Neuseeland (RMNZ)            | 5× Platin                                                              | 150.000   |
| Österreich (IFPI)            | Gold                                                                   | 15.000    |
| Polen (ZPAV)                 | Platin                                                                 | 20.000    |
| Portugal (AFP)               | Platin                                                                 | 10.000    |
| Schweden (IFPI)              | 2× Platin                                                              | 80.000    |
| Schweiz (IFPI)               | Platin                                                                 | 20.000    |
| Spanien (Promusicae)         | Gold                                                                   | 20.000    |
| Vereinigte Staaten (RIAA)    | 5× Platin                                                              | 5.000.000 |
| Vereinigtes Königreich (BPI) | 2× Platin                                                              | 1.200.000 |
| Insgesamt                    | 3× Gold · 37× Platin · 1× Diamant ·                                    | 8.448.333 |

### Heatstroke
| Land/Region                  | Auszeichnungen für Musikverkäufe (Land/Region, Auszeichnung, Verkäufe) | Verkäufe |
| ---------------------------- | ---------------------------------------------------------------------- | -------- |
| Australien (ARIA)            | Platin                                                                 | 70.000   |
| Kanada (MC)                  | Gold                                                                   | 40.000   |
| Mexiko (AMPROFON)            | Gold                                                                   | 30.000   |
| Neuseeland (RMNZ)            | Platin                                                                 | 30.000   |
| Vereinigte Staaten (RIAA)    | Gold                                                                   | 500.000  |
| Vereinigtes Königreich (BPI) | Silber                                                                 | 200.000  |
| Insgesamt                    | 1× Silber · 3× Gold · 2× Platin ·                                      | 870.000  |

### Rollin
| Land/Region                  | Auszeichnungen für Musikverkäufe (Land/Region, Auszeichnung, Verkäufe) | Verkäufe  |
| ---------------------------- | ---------------------------------------------------------------------- | --------- |
| Australien (ARIA)            | Platin                                                                 | 70.000    |
| Dänemark (IFPI)              | Gold                                                                   | 45.000    |
| Kanada (MC)                  | 3× Platin                                                              | 240.000   |
| Mexiko (AMPROFON)            | Gold                                                                   | 30.000    |
| Neuseeland (RMNZ)            | Platin                                                                 | 30.000    |
| Schweden (IFPI)              | Gold                                                                   | 20.000    |
| Vereinigte Staaten (RIAA)    | 2× Platin                                                              | 2.000.000 |
| Vereinigtes Königreich (BPI) | Silber                                                                 | 200.000   |
| Insgesamt                    | 1× Silber · 3× Gold · 7× Platin ·                                      | 2.635.000 |

### Feels
| Land/Region                  | Auszeichnungen für Musikverkäufe (Land/Region, Auszeichnung, Verkäufe) | Verkäufe  |
| ---------------------------- | ---------------------------------------------------------------------- | --------- |
| Australien (ARIA)            | 6× Platin                                                              | 420.000   |
| Belgien (BRMA)               | Platin                                                                 | 30.000    |
| Brasilien (PMB)              | Diamant                                                                | 160.000   |
| Dänemark (IFPI)              | 2× Platin                                                              | 180.000   |
| Deutschland (BVMI)           | Platin                                                                 | 400.000   |
| Frankreich (SNEP)            | Diamant                                                                | 233.333   |
| Italien (FIMI)               | 2× Platin                                                              | 100.000   |
| Kanada (MC)                  | 6× Platin                                                              | 480.000   |
| Mexiko (AMPROFON)            | 9× Gold                                                                | 270.000   |
| Neuseeland (RMNZ)            | 4× Platin                                                              | 120.000   |
| Norwegen (IFPI)              | 4× Platin                                                              | 240.000   |
| Österreich (IFPI)            | Platin                                                                 | 30.000    |
| Polen (ZPAV)                 | 3× Platin                                                              | 60.000    |
| Portugal (AFP)               | Platin                                                                 | 10.000    |
| Schweden (IFPI)              | 3× Platin                                                              | 120.000   |
| Schweiz (IFPI)               | Platin                                                                 | 20.000    |
| Spanien (Promusicae)         | Platin                                                                 | 40.000    |
| Vereinigte Staaten (RIAA)    | 3× Platin                                                              | 3.000.000 |
| Vereinigtes Königreich (BPI) | 3× Platin                                                              | 1.800.000 |
| Insgesamt                    | 1× Gold · 46× Platin · 2× Diamant ·                                    | 7.713.333 |

### Don’t Quit
| Land/Region | Auszeichnungen für Musikverkäufe (Land/Region, Auszeichnung, Verkäufe) | Verkäufe |
| ----------- | ---------------------------------------------------------------------- | -------- |
| Kanada (MC) | Gold                                                                   | 40.000   |
| Insgesamt   | 1× Gold ·                                                              | 40.000   |

### Faking It
| Land/Region                  | Auszeichnungen für Musikverkäufe (Land/Region, Auszeichnung, Verkäufe) | Verkäufe  |
| ---------------------------- | ---------------------------------------------------------------------- | --------- |
| Australien (ARIA)            | Gold                                                                   | 35.000    |
| Kanada (MC)                  | Gold                                                                   | 40.000    |
| Neuseeland (RMNZ)            | Platin                                                                 | 30.000    |
| Vereinigte Staaten (RIAA)    | Platin                                                                 | 1.000.000 |
| Vereinigtes Königreich (BPI) | Silber                                                                 | 200.000   |
| Insgesamt                    | 1× Silber · 2× Gold · 2× Platin ·                                      | 1.305.000 |

### The Weekend (Funk Wav Remix)
| Land/Region               | Auszeichnungen für Musikverkäufe (Land/Region, Auszeichnung, Verkäufe) | Verkäufe  |
| ------------------------- | ---------------------------------------------------------------------- | --------- |
| Dänemark (IFPI)           | Platin                                                                 | 90.000    |
| Neuseeland (RMNZ)         | Gold                                                                   | 15.000    |
| Vereinigte Staaten (RIAA) | Platin                                                                 | 1.000.000 |
| Insgesamt                 | 1× Gold · 2× Platin ·                                                  | 1.105.000 |

### One Kiss
| Land/Region                  | Auszeichnungen für Musikverkäufe (Land/Region, Auszeichnung, Verkäufe) | Verkäufe   |
| ---------------------------- | ---------------------------------------------------------------------- | ---------- |
| Australien (ARIA)            | 9× Platin                                                              | 630.000    |
| Belgien (BRMA)               | 2× Platin                                                              | 60.000     |
| Brasilien (PMB)              | 3× Diamant                                                             | 480.000    |
| Dänemark (IFPI)              | 3× Platin                                                              | 270.000    |
| Deutschland (BVMI)           | 2× Platin                                                              | 800.000    |
| Frankreich (SNEP)            | Diamant                                                                | 333.333    |
| Griechenland (IFPI)          | Platin                                                                 | 20.000     |
| Italien (FIMI)               | 3× Platin                                                              | 150.000    |
| Kanada (MC)                  | 3× Platin                                                              | 240.000    |
| Mexiko (AMPROFON)            | Diamant · + 4× Platin                                                  | 540.000    |
| Neuseeland (RMNZ)            | 5× Platin                                                              | 150.000    |
| Norwegen (IFPI)              | 2× Platin                                                              | 120.000    |
| Österreich (IFPI)            | 2× Platin                                                              | 60.000     |
| Polen (ZPAV)                 | Diamant                                                                | 100.000    |
| Portugal (AFP)               | 5× Platin                                                              | 50.000     |
| Schweiz (IFPI)               | 3× Platin                                                              | 60.000     |
| Spanien (Promusicae)         | 4× Platin                                                              | 240.000    |
| Vereinigte Staaten (RIAA)    | 4× Platin                                                              | 4.000.000  |
| Vereinigtes Königreich (BPI) | 6× Platin                                                              | 3.600.000  |
| Insgesamt                    | 58× Platin · 6× Diamant ·                                              | 11.903.333 |

### Promises
| Land/Region                  | Auszeichnungen für Musikverkäufe (Land/Region, Auszeichnung, Verkäufe) | Verkäufe  |
| ---------------------------- | ---------------------------------------------------------------------- | --------- |
| Australien (ARIA)            | 6× Platin                                                              | 420.000   |
| Belgien (BRMA)               | Platin                                                                 | 40.000    |
| Brasilien (PMB)              | 2× Diamant                                                             | 320.000   |
| Dänemark (IFPI)              | 2× Platin                                                              | 180.000   |
| Deutschland (BVMI)           | Platin                                                                 | 400.000   |
| Frankreich (SNEP)            | Diamant                                                                | 333.333   |
| Italien (FIMI)               | 2× Platin                                                              | 100.000   |
| Kanada (MC)                  | Platin                                                                 | 80.000    |
| Mexiko (AMPROFON)            | Diamant                                                                | 300.000   |
| Neuseeland (RMNZ)            | 3× Platin                                                              | 90.000    |
| Österreich (IFPI)            | Platin                                                                 | 30.000    |
| Polen (ZPAV)                 | 4× Platin                                                              | 80.000    |
| Portugal (AFP)               | 2× Platin                                                              | 20.000    |
| Schweiz (IFPI)               | 2× Platin                                                              | 40.000    |
| Spanien (Promusicae)         | 2× Platin                                                              | 120.000   |
| Vereinigte Staaten (RIAA)    | Platin                                                                 | 1.000.000 |
| Vereinigtes Königreich (BPI) | 3× Platin                                                              | 1.900.000 |
| Insgesamt                    | 31× Platin · 4× Diamant ·                                              | 5.453.333 |

### Checklist
| Land/Region     | Auszeichnungen für Musikverkäufe (Land/Region, Auszeichnung, Verkäufe) | Verkäufe |
| --------------- | ---------------------------------------------------------------------- | -------- |
| Brasilien (PMB) | Gold                                                                   | 20.000   |
| Insgesamt       | 1× Gold ·                                                              | 20.000   |

### I Found You
| Land/Region                  | Auszeichnungen für Musikverkäufe (Land/Region, Auszeichnung, Verkäufe) | Verkäufe |
| ---------------------------- | ---------------------------------------------------------------------- | -------- |
| Brasilien (PMB)              | Platin                                                                 | 40.000   |
| Neuseeland (RMNZ)            | Platin                                                                 | 30.000   |
| Vereinigtes Königreich (BPI) | Silber                                                                 | 200.000  |
| Insgesamt                    | 1× Silber · 2× Platin ·                                                | 270.000  |

### Giant
| Land/Region                  | Auszeichnungen für Musikverkäufe (Land/Region, Auszeichnung, Verkäufe) | Verkäufe  |
| ---------------------------- | ---------------------------------------------------------------------- | --------- |
| Australien (ARIA)            | 3× Platin                                                              | 210.000   |
| Belgien (BRMA)               | Platin                                                                 | 40.000    |
| Brasilien (PMB)              | Diamant                                                                | 160.000   |
| Dänemark (IFPI)              | Platin                                                                 | 90.000    |
| Deutschland (BVMI)           | Platin                                                                 | 400.000   |
| Frankreich (SNEP)            | Diamant                                                                | 333.333   |
| Italien (FIMI)               | 2× Platin                                                              | 140.000   |
| Kanada (MC)                  | 2× Platin                                                              | 160.000   |
| Mexiko (AMPROFON)            | 5× Gold                                                                | 150.000   |
| Neuseeland (RMNZ)            | 2× Platin                                                              | 60.000    |
| Österreich (IFPI)            | Platin                                                                 | 30.000    |
| Polen (ZPAV)                 | 3× Platin                                                              | 60.000    |
| Portugal (AFP)               | Platin                                                                 | 10.000    |
| Schweiz (IFPI)               | Platin                                                                 | 20.000    |
| Spanien (Promusicae)         | Platin                                                                 | 60.000    |
| Südafrika (RISA)             | Gold                                                                   | 10.000    |
| Vereinigte Staaten (RIAA)    | Gold                                                                   | 500.000   |
| Vereinigtes Königreich (BPI) | 3× Platin                                                              | 1.800.000 |
| Insgesamt                    | 3× Gold · 24× Platin · 2× Diamant ·                                    | 4.233.333 |

### I’m Not Alone 2019
| Land/Region                  | Auszeichnungen für Musikverkäufe (Land/Region, Auszeichnung, Verkäufe) | Verkäufe |
| ---------------------------- | ---------------------------------------------------------------------- | -------- |
| Vereinigtes Königreich (BPI) | Silber                                                                 | 200.000  |
| Insgesamt                    | 1× Silber ·                                                            | 200.000  |

### Over Now
| Land/Region       | Auszeichnungen für Musikverkäufe (Land/Region, Auszeichnung, Verkäufe) | Verkäufe |
| ----------------- | ---------------------------------------------------------------------- | -------- |
| Australien (ARIA) | Gold                                                                   | 35.000   |
| Brasilien (PMB)   | Platin                                                                 | 40.000   |
| Insgesamt         | 1× Gold · 1× Platin ·                                                  | 75.000   |

### By Your Side
| Land/Region                  | Auszeichnungen für Musikverkäufe (Land/Region, Auszeichnung, Verkäufe) | Verkäufe |
| ---------------------------- | ---------------------------------------------------------------------- | -------- |
| Australien (ARIA)            | Gold                                                                   | 35.000   |
| Belgien (BRMA)               | Gold                                                                   | 20.000   |
| Frankreich (SNEP)            | Gold                                                                   | 100.000  |
| Italien (FIMI)               | Gold                                                                   | 50.000   |
| Kanada (MC)                  | Gold                                                                   | 40.000   |
| Niederlande (NVPI)           | Gold                                                                   | 40.000   |
| Österreich (IFPI)            | Gold                                                                   | 15.000   |
| Spanien (Promusicae)         | Gold                                                                   | 30.000   |
| Vereinigtes Königreich (BPI) | Platin                                                                 | 600.000  |
| Insgesamt                    | 8× Gold · 1× Platin ·                                                  | 930.000  |

### Potion
| Land/Region                  | Auszeichnungen für Musikverkäufe (Land/Region, Auszeichnung, Verkäufe) | Verkäufe |
| ---------------------------- | ---------------------------------------------------------------------- | -------- |
| Australien (ARIA)            | Gold                                                                   | 35.000   |
| Kanada (MC)                  | Gold                                                                   | 40.000   |
| Vereinigte Staaten (RIAA)    | Gold                                                                   | 500.000  |
| Vereinigtes Königreich (BPI) | Silber                                                                 | 200.000  |
| Insgesamt                    | 1× Silber · 3× Gold ·                                                  | 775.000  |

### Stay With Me
| Land/Region                  | Auszeichnungen für Musikverkäufe (Land/Region, Auszeichnung, Verkäufe) | Verkäufe |
| ---------------------------- | ---------------------------------------------------------------------- | -------- |
| Australien (ARIA)            | Gold                                                                   | 35.000   |
| Brasilien (PMB)              | Gold                                                                   | 20.000   |
| Vereinigtes Königreich (BPI) | Silber                                                                 | 200.000  |
| Insgesamt                    | 1× Silber · 2× Gold ·                                                  | 255.000  |

### Miracle
| Land/Region                  | Auszeichnungen für Musikverkäufe (Land/Region, Auszeichnung, Verkäufe) | Verkäufe  |
| ---------------------------- | ---------------------------------------------------------------------- | --------- |
| Australien (ARIA)            | 2× Platin                                                              | 140.000   |
| Belgien (BRMA)               | Platin                                                                 | 40.000    |
| Dänemark (IFPI)              | Platin                                                                 | 90.000    |
| Frankreich (SNEP)            | Diamant                                                                | 333.333   |
| Griechenland (IFPI)          | Gold                                                                   | 10.000    |
| Italien (FIMI)               | Gold                                                                   | 50.000    |
| Österreich (IFPI)            | Gold                                                                   | 15.000    |
| Polen (ZPAV)                 | 2× Platin                                                              | 100.000   |
| Portugal (AFP)               | Gold                                                                   | 5.000     |
| Schweiz (IFPI)               | 2× Platin                                                              | 40.000    |
| Spanien (Promusicae)         | Platin                                                                 | 60.000    |
| Ungarn (MAHASZ)              | 2× Platin                                                              | 8.000     |
| Vereinigte Staaten (RIAA)    | Gold                                                                   | 500.000   |
| Vereinigtes Königreich (BPI) | 2× Platin                                                              | 1.200.000 |
| Insgesamt                    | 5× Gold · 13× Platin · 1× Diamant ·                                    | 2.591.333 |

### I’m Not Here to Make Friends
| Land/Region       | Auszeichnungen für Musikverkäufe (Land/Region, Auszeichnung, Verkäufe) | Verkäufe |
| ----------------- | ---------------------------------------------------------------------- | -------- |
| Australien (ARIA) | Gold                                                                   | 35.000   |
| Brasilien (PMB)   | 2× Platin                                                              | 80.000   |
| Insgesamt         | 1× Gold · 2× Platin ·                                                  | 115.000  |

### Desire
| Land/Region                  | Auszeichnungen für Musikverkäufe (Land/Region, Auszeichnung, Verkäufe) | Verkäufe |
| ---------------------------- | ---------------------------------------------------------------------- | -------- |
| Australien (ARIA)            | Gold                                                                   | 35.000   |
| Belgien (BRMA)               | Platin                                                                 | 40.000   |
| Brasilien (PMB)              | Gold                                                                   | 20.000   |
| Dänemark (IFPI)              | Gold                                                                   | 45.000   |
| Frankreich (SNEP)            | Gold                                                                   | 100.000  |
| Polen (ZPAV)                 | Platin                                                                 | 50.000   |
| Schweiz (IFPI)               | Gold                                                                   | 15.000   |
| Spanien (Promusicae)         | Gold                                                                   | 30.000   |
| Ungarn (MAHASZ)              | Platin                                                                 | 4.000    |
| Vereinigtes Königreich (BPI) | Platin                                                                 | 600.000  |
| Insgesamt                    | 6× Gold · 4× Platin ·                                                  | 939.000  |

### Body Moving
| Land/Region                  | Auszeichnungen für Musikverkäufe (Land/Region, Auszeichnung, Verkäufe) | Verkäufe |
| ---------------------------- | ---------------------------------------------------------------------- | -------- |
| Vereinigtes Königreich (BPI) | Silber                                                                 | 200.000  |
| Insgesamt                    | 1× Silber ·                                                            | 200.000  |

### Lovers in a Past Life
| Land/Region                  | Auszeichnungen für Musikverkäufe (Land/Region, Auszeichnung, Verkäufe) | Verkäufe |
| ---------------------------- | ---------------------------------------------------------------------- | -------- |
| Vereinigtes Königreich (BPI) | Silber                                                                 | 200.000  |
| Insgesamt                    | 1× Silber ·                                                            | 200.000  |

### Free
| Land/Region                  | Auszeichnungen für Musikverkäufe (Land/Region, Auszeichnung, Verkäufe) | Verkäufe |
| ---------------------------- | ---------------------------------------------------------------------- | -------- |
| Vereinigtes Königreich (BPI) | Silber                                                                 | 200.000  |
| Insgesamt                    | 1× Silber ·                                                            | 200.000  |

### Blessings
| Land/Region                  | Auszeichnungen für Musikverkäufe (Land/Region, Auszeichnung, Verkäufe) | Verkäufe |
| ---------------------------- | ---------------------------------------------------------------------- | -------- |
| Vereinigtes Königreich (BPI) | Silber                                                                 | 200.000  |
| Ungarn (MAHASZ)              | Gold                                                                   | 2.000    |
| Insgesamt                    | 1× Silber · 1× Gold ·                                                  | 202.000  |

## Auszeichnungen nach Lieder

### Cash Out
| Land/Region | Auszeichnungen für Musikverkäufe (Land/Region, Auszeichnung, Verkäufe) | Verkäufe |
| ----------- | ---------------------------------------------------------------------- | -------- |
| Kanada (MC) | Gold                                                                   | 40.000   |
| Insgesamt   | 1× Gold ·                                                              | 40.000   |

## Auszeichnungen nach Autorenbeteiligungen

### Holiday (Dizzee Rascal)
| Land/Region                  | Auszeichnungen für Musikverkäufe (Land/Region, Auszeichnung, Verkäufe) | Verkäufe |
| ---------------------------- | ---------------------------------------------------------------------- | -------- |
| Australien (ARIA)            | Gold                                                                   | 35.000   |
| Neuseeland (RMNZ)            | Gold                                                                   | 7.500    |
| Vereinigtes Königreich (BPI) | Platin                                                                 | 600.000  |
| Insgesamt                    | 2× Gold · 1× Platin ·                                                  | 642.500  |

### Yeah 3x (Chris Brown)
| Land/Region                  | Auszeichnungen für Musikverkäufe (Land/Region, Auszeichnung, Verkäufe) | Verkäufe  |
| ---------------------------- | ---------------------------------------------------------------------- | --------- |
| Australien (ARIA)            | 6× Platin                                                              | 420.000   |
| Belgien (BRMA)               | Gold                                                                   | 15.000    |
| Dänemark (IFPI)              | Gold                                                                   | 15.000    |
| Deutschland (BVMI)           | Gold                                                                   | 150.000   |
| Japan (RIAJ)                 | Gold                                                                   | 100.000   |
| Neuseeland (RMNZ)            | Platin                                                                 | 15.000    |
| Norwegen (IFPI)              | 5× Platin                                                              | 50.000    |
| Österreich (IFPI)            | Gold                                                                   | 15.000    |
| Schweden (IFPI)              | 2× Platin                                                              | 80.000    |
| Schweiz (IFPI)               | Platin                                                                 | 30.000    |
| Vereinigte Staaten (RIAA)    | 3× Platin                                                              | 3.000.000 |
| Vereinigtes Königreich (BPI) | Platin                                                                 | 600.000   |
| Insgesamt                    | 5× Gold · 19× Platin ·                                                 | 4.490.000 |

### Where Have You Been (Rihanna)
| Land/Region                  | Auszeichnungen für Musikverkäufe (Land/Region, Auszeichnung, Verkäufe) | Verkäufe  |
| ---------------------------- | ---------------------------------------------------------------------- | --------- |
| Australien (ARIA)            | 3× Platin                                                              | 210.000   |
| Belgien (BRMA)               | Gold                                                                   | 15.000    |
| Brasilien (PMB)              | 2× Diamant                                                             | 500.000   |
| Dänemark (IFPI)              | Gold                                                                   | 15.000    |
| Deutschland (BVMI)           | Platin                                                                 | 300.000   |
| Frankreich (SNEP)            | —                                                                      | 115.000   |
| Griechenland (IFPI)          | Platin                                                                 | 10.000    |
| Italien (FIMI)               | Platin                                                                 | 30.000    |
| Neuseeland (RMNZ)            | 2× Platin                                                              | 30.000    |
| Schweden (IFPI)              | 2× Platin                                                              | 80.000    |
| Spanien (Promusicae)         | Platin                                                                 | 60.000    |
| Vereinigte Staaten (RIAA)    | 4× Platin                                                              | 4.000.000 |
| Vereinigtes Königreich (BPI) | 2× Platin                                                              | 1.200.000 |
| Insgesamt                    | 3× Gold · 16× Platin · 2× Diamant ·                                    | 6.565.000 |

### Call My Name (Cheryl Cole)
| Land/Region                  | Auszeichnungen für Musikverkäufe (Land/Region, Auszeichnung, Verkäufe) | Verkäufe |
| ---------------------------- | ---------------------------------------------------------------------- | -------- |
| Neuseeland (RMNZ)            | Gold                                                                   | 7.500    |
| Vereinigtes Königreich (BPI) | Platin                                                                 | 600.000  |
| Insgesamt                    | 1× Gold · 1× Platin ·                                                  | 607.500  |

### I Will Never Let You Down (Rita Ora)
| Land/Region                  | Auszeichnungen für Musikverkäufe (Land/Region, Auszeichnung, Verkäufe) | Verkäufe  |
| ---------------------------- | ---------------------------------------------------------------------- | --------- |
| Australien (ARIA)            | Platin                                                                 | 70.000    |
| Deutschland (BVMI)           | Gold                                                                   | 150.000   |
| Italien (FIMI)               | Gold                                                                   | 15.000    |
| Neuseeland (RMNZ)            | Gold                                                                   | 7.500     |
| Vereinigtes Königreich (BPI) | Platin                                                                 | 1.000.000 |
| Insgesamt                    | 3× Gold · 2× Platin ·                                                  | 1.242.500 |

## Auszeichnungen nach Musikstreamings

### Bounce
| Land/Region     | Auszeichnungen für Musikverkäufe (Land/Region, Auszeichnung, Verkäufe) | Verkäufe |
| --------------- | ---------------------------------------------------------------------- | -------- |
| Dänemark (IFPI) | Gold                                                                   | 50.000   |
| Insgesamt       | 1× Gold ·                                                              | 50.000   |

### Feel So Close
| Land/Region     | Auszeichnungen für Musikverkäufe (Land/Region, Auszeichnung, Verkäufe) | Verkäufe  |
| --------------- | ---------------------------------------------------------------------- | --------- |
| Dänemark (IFPI) | Platin                                                                 | 1.800.000 |
| Insgesamt       | 1× Platin ·                                                            | 1.800.000 |

### We Found Love
| Land/Region     | Auszeichnungen für Musikverkäufe (Land/Region, Auszeichnung, Verkäufe) | Verkäufe  |
| --------------- | ---------------------------------------------------------------------- | --------- |
| Dänemark (IFPI) | 2× Platin                                                              | 1.800.000 |
| Insgesamt       | 2× Platin ·                                                            | 1.800.000 |

### Let’s Go
| Land/Region     | Auszeichnungen für Musikverkäufe (Land/Region, Auszeichnung, Verkäufe) | Verkäufe |
| --------------- | ---------------------------------------------------------------------- | -------- |
| Dänemark (IFPI) | Gold                                                                   | 900.000  |
| Insgesamt       | 1× Gold ·                                                              | 900.000  |

### We’ll Be Coming Back
| Land/Region     | Auszeichnungen für Musikverkäufe (Land/Region, Auszeichnung, Verkäufe) | Verkäufe  |
| --------------- | ---------------------------------------------------------------------- | --------- |
| Dänemark (IFPI) | 2× Platin                                                              | 3.600.000 |
| Insgesamt       | 2× Platin ·                                                            | 3.600.000 |

### Sweet Nothing
| Land/Region     | Auszeichnungen für Musikverkäufe (Land/Region, Auszeichnung, Verkäufe) | Verkäufe  |
| --------------- | ---------------------------------------------------------------------- | --------- |
| Dänemark (IFPI) | 2× Platin                                                              | 3.600.000 |
| Insgesamt       | 2× Platin ·                                                            | 3.600.000 |

### Drinking from the Bottle
| Land/Region     | Auszeichnungen für Musikverkäufe (Land/Region, Auszeichnung, Verkäufe) | Verkäufe  |
| --------------- | ---------------------------------------------------------------------- | --------- |
| Dänemark (IFPI) | Platin                                                                 | 1.800.000 |
| Insgesamt       | 1× Platin ·                                                            | 1.800.000 |

### I Need Your Love
| Land/Region          | Auszeichnungen für Musikverkäufe (Land/Region, Auszeichnung, Verkäufe) | Verkäufe  |
| -------------------- | ---------------------------------------------------------------------- | --------- |
| Dänemark (IFPI)      | 2× Platin                                                              | 3.600.000 |
| Spanien (Promusicae) | Gold                                                                   | 4.000.000 |
| Insgesamt            | 1× Gold · 2× Platin ·                                                  | 7.600.000 |

### Thinking About You
| Land/Region     | Auszeichnungen für Musikverkäufe (Land/Region, Auszeichnung, Verkäufe) | Verkäufe |
| --------------- | ---------------------------------------------------------------------- | -------- |
| Dänemark (IFPI) | Gold                                                                   | 900.000  |
| Insgesamt       | 1× Gold ·                                                              | 900.000  |

### Under Control
| Land/Region     | Auszeichnungen für Musikverkäufe (Land/Region, Auszeichnung, Verkäufe) | Verkäufe  |
| --------------- | ---------------------------------------------------------------------- | --------- |
| Dänemark (IFPI) | Platin                                                                 | 1.800.000 |
| Insgesamt       | 1× Platin ·                                                            | 1.800.000 |

### Summer
| Land/Region          | Auszeichnungen für Musikverkäufe (Land/Region, Auszeichnung, Verkäufe) | Verkäufe   |
| -------------------- | ---------------------------------------------------------------------- | ---------- |
| Dänemark (IFPI)      | 2× Platin                                                              | 5.200.000  |
| Spanien (Promusicae) | Platin                                                                 | 8.000.000  |
| Insgesamt            | 3× Platin ·                                                            | 13.200.000 |

### Blame
| Land/Region          | Auszeichnungen für Musikverkäufe (Land/Region, Auszeichnung, Verkäufe) | Verkäufe   |
| -------------------- | ---------------------------------------------------------------------- | ---------- |
| Dänemark (IFPI)      | Platin                                                                 | 2.600.000  |
| Spanien (Promusicae) | Platin                                                                 | 8.000.000  |
| Insgesamt            | 2× Platin ·                                                            | 10.600.000 |

## Statistik und Quellen
| Land/RegionAuszeichnungen für Musikverkäufe (Land/Region, Auszeichnungen, Verkäufe, Quellen) | Silber       | Gold         | Platin         | Diamant       | Verkäufe   | Quellen                           |
| -------------------------------------------------------------------------------------------- | ------------ | ------------ | -------------- | ------------- | ---------- | --------------------------------- |
| Australien (ARIA)                                                                            | —            | 13× Gold13   | 137× Platin137 | —             | 10.025.000 | aria.com.au                       |
| Belgien (BRMA)                                                                               | —            | 6× Gold6     | 13× Platin13   | —             | 525.000    | ultratop.be                       |
| Brasilien (PMB)                                                                              | —            | 5× Gold5     | 14× Platin14   | 39× Diamant39 | 9.840.000  | pro-musicabr.org.br               |
| Dänemark (IFPI)                                                                              | —            | 10× Gold10   | 42× Platin42   | —             | 2.442.500  | ifpi.dk                           |
| Deutschland (BVMI)                                                                           | —            | 11× Gold11   | 17× Platin17   | —             | 8.400.000  | musikindustrie.de                 |
| Finnland (IFPI)                                                                              | —            | —            | —              | —             | 52.999     | Einzelnachweise                   |
| Frankreich (SNEP)                                                                            | —            | 2× Gold2     | —              | 8× Diamant8   | 3.076.264  | snepmusique.com                   |
| Griechenland (IFPI)                                                                          | —            | 3× Gold3     | 2× Platin2     | —             | 70.000     | Einzelnachweise                   |
| Irland (IRMA)                                                                                | —            | —            | 2× Platin2     | —             | 30.000     | Einzelnachweise                   |
| Italien (FIMI)                                                                               | —            | 8× Gold8     | 35× Platin35   | —             | 1.900.000  | fimi.it                           |
| Japan (RIAJ)                                                                                 | —            | Gold1        | Platin1        | —             | 350.000    | riaj.or.jp                        |
| Kanada (MC)                                                                                  | —            | 9× Gold9     | 71× Platin71   | —             | 6.040.000  | musiccanada.com                   |
| Mexiko (AMPROFON)                                                                            | —            | 9× Gold9     | 29× Platin29   | 11× Diamant11 | 5.190.000  | amprofon.com.mx                   |
| Neuseeland (RMNZ)                                                                            | —            | 9× Gold9     | 75× Platin75   | —             | 2.092.500  | aotearoamusiccharts.co.nz NZ2 NZ3 |
| Niederlande (NVPI)                                                                           | —            | 2× Gold2     | —              | —             | 50.000     | nvpi.nl                           |
| Norwegen (IFPI)                                                                              | —            | 2× Gold2     | 24× Platin24   | —             | 760.000    | ifpi.no                           |
| Österreich (IFPI)                                                                            | —            | 7× Gold7     | 7× Platin7     | —             | 330.000    | ifpi.at                           |
| Polen (ZPAV)                                                                                 | —            | Gold1        | 22× Platin22   | 6× Diamant6   | 1.140.000  | olis.pl                           |
| Portugal (AFP)                                                                               | —            | 5× Gold5     | 17× Platin17   | —             | 195.000    | Einzelnachweise                   |
| Schweden (IFPI)                                                                              | —            | 2× Gold2     | 40× Platin40   | —             | 1.640.000  | sverigetopplistan.se              |
| Schweiz (IFPI)                                                                               | —            | 5× Gold5     | 19× Platin19   | —             | 500.000    | hitparade.ch musikwoche.de        |
| Singapur (RIAS)                                                                              | —            | Gold1        | —              | —             | 5.000      | rias.org.sg                       |
| Spanien (Promusicae)                                                                         | —            | 5× Gold5     | 31× Platin31   | —             | 1.770.000  | elportaldelmusicas.es             |
| Südafrika (RISA)                                                                             | —            | Gold1        | —              | —             | 10.000     | Einzelnachweise                   |
| Ungarn (MAHASZ)                                                                              | —            | Gold1        | 3× Platin3     | —             | 14.000     | slagerlistak.hu                   |
| Vereinigte Staaten (RIAA)                                                                    | —            | 7× Gold7     | 65× Platin65   | Diamant1      | 78.660.000 | riaa.com                          |
| Vereinigtes Königreich (BPI)                                                                 | 15× Silber15 | 4× Gold4     | 72× Platin72   | —             | 45.972.000 | bpi.co.uk                         |
| Insgesamt                                                                                    | 15× Silber15 | 129× Gold129 | 738× Platin738 | 65× Diamant65 |            |                                   |